# Ancema anysis
Ancema anysis är en fjärilsart som beskrevs av William Chapman Hewitson 1865. Ancema anysis ingår i släktet Ancema och familjen juvelvingar. IUCN kategoriserar arten globalt som livskraftig. Inga underarter finns listade i Catalogue of Life.